# Wilhelm Tugginer
Wilhelm Tugginer (* 1526 in Zürich; heimatberechtigt ebenda, seit 1559 in Solothurn; † 22. Mai 1591 ebenda) war ein Solothurner Grossrat, Gesandter und Söldnerführer in französischen Diensten. Er gilt als «Stammvater» der Solothurner Familie mit Heiratsverbindungen zu verschiedenen Patriziergeschlechtern.

## Leben und Wirken
Wilhelm Tugginers Vater war der Zürcher Stadtknecht Heinrich Tugginer. Der erfolgreiche Söldnerführer Wilhelm Frölich war sein Onkel, nach dem er sich auch «Frölich» nannte. Tugginer verlor das Zürcher Bürgerrecht wegen Reislaufens und heiratete um 1559 Elisabeth Rahn, 1565 in zweiter Ehe Maria, Tochter des Stadtschreibers Werner Saler. Elisabeth Cléry wurde 1589 seine dritte Ehefrau. Die Ehen blieben kinderlos und Tugginer adoptierte seinen Neffen Wilhelm den Jüngere (1558–1597), der 1595 den erblichen Adelsstand erhielt.
Tugginer erhielt seine militärische Ausbildung in Paris und trat 1544 an die Seite seines Onkels im französischen Solddienst ein. Er nahm an Feldzügen des französisch-spanischen Kriegs und der Hugenottenkriege teil. Den Rang eines Hauptmanns erhielt Tugginer 1558. Fünf Jahre später erhob ihn Karl IX. in den Adelsstand. Im Jahr 1564 war er Venner der königlichen Garde der Hundertschweizer (französisch Cent-suisses) und wurde fünf Jahre später deren «Leutnant». Zuletzt wurde er 1573 Oberst des Schweizergarderegiments. Als Ritter vom Goldenen Sporn wurde Tugginer 1570 geehrt.
In Solothurn, wo er sich immer wieder kurz aufhielt, gehörte Tugginer der Zunft der Wirte an. Im Jahr 1565 wurde er Gross- und 1570 Kleinrat. Häufig wurde er zur Tagsatzung sowie als treuer Anhänger des Landes nach Frankreich entsandt. Der Feld- und Stadtschreiber Hans Jakob vom Staal gehörte zu Tugginers Freunden.
In der Solothurner Goldgasse ist Tugginers Grabplatte als Spolie an der Wand aufgehängt. Die deutsche Übersetzung der lateinischen Inschrift lautet: Wilhelm Tugginer, Ritter vom Goldenen Sporn, der zum immerwährenden Unterhalt von zwei Chorknaben eine Stiftung errichtete, hat in der Hoffnung auf die Auferstehung in Jesus Christus dieses Denkmal sich und den Seinen zu seinen Lebzeiten setzen lassen. Im Jahre der denkwürdigen wohltätigen Stiftung 1586. [In kleinerer Schrifthöhe folgend:] Hat Tugginer den Chor für Gott und die Schutzheiligen gemehrt, hat er dann nicht schon früher dafür gesorgt, den Chören der Heiligen beigesellt zu werden? Er starb am 22. Mai im Jahre des Herrn 1591 im Alter von 65 Jahren.
Ein in der Nähe aufgestellter Brunnentrog aus Stein zeigt die Jahreszahl 1564, ein Allianzwappen und die Inschrift: «HOVPTMAN • WILHELM • TVGGINER • GENANT • FROELICH».

## Belege
1. 1 2  Max Banholzer: Tugginer. In: Historisches Lexikon der Schweiz.  11. Mai 2011.
2. 1 2 3  Max Banholzer: Wilhelm Tugginer. In: Historisches Lexikon der Schweiz.  29. November 2012.
3. ↑  Laut Text der Metalltafel neben der Grabplatte.
4. ↑  Erich Meyer: Urs Schwaller. In: Historisches Lexikon der Schweiz.  10. November 2011.

| Personendaten    | Personendaten                        |
| ---------------- | ------------------------------------ |
| NAME             | Tugginer, Wilhelm                    |
| KURZBESCHREIBUNG | Schweizer Söldnerführer und Grossrat |
| GEBURTSDATUM     | 1526                                 |
| GEBURTSORT       | Zürich, Schweiz                      |
| STERBEDATUM      | 22. Mai 1591                         |
| STERBEORT        | Solothurn, Schweiz                   |